# Mariusz Pudzianowski
Mariusz Zbigniew Pudzianowski (* 7. února 1977 v Biała Rawska, Polsko) je bojovník smíšených bojových umění (MMA) a bývalý vrcholový strongman.
V průběhu své kariéry coby strongmana vyhrál pět titulů World's Strongest Man (nejsilnějšího muže světa), což je víc než kdokoliv jiný předtím, a to včetně dvou druhých míst.
V roce 2009 začal bojovat coby bojovník ve smíšených bojových uměních.

## Fotogalerie

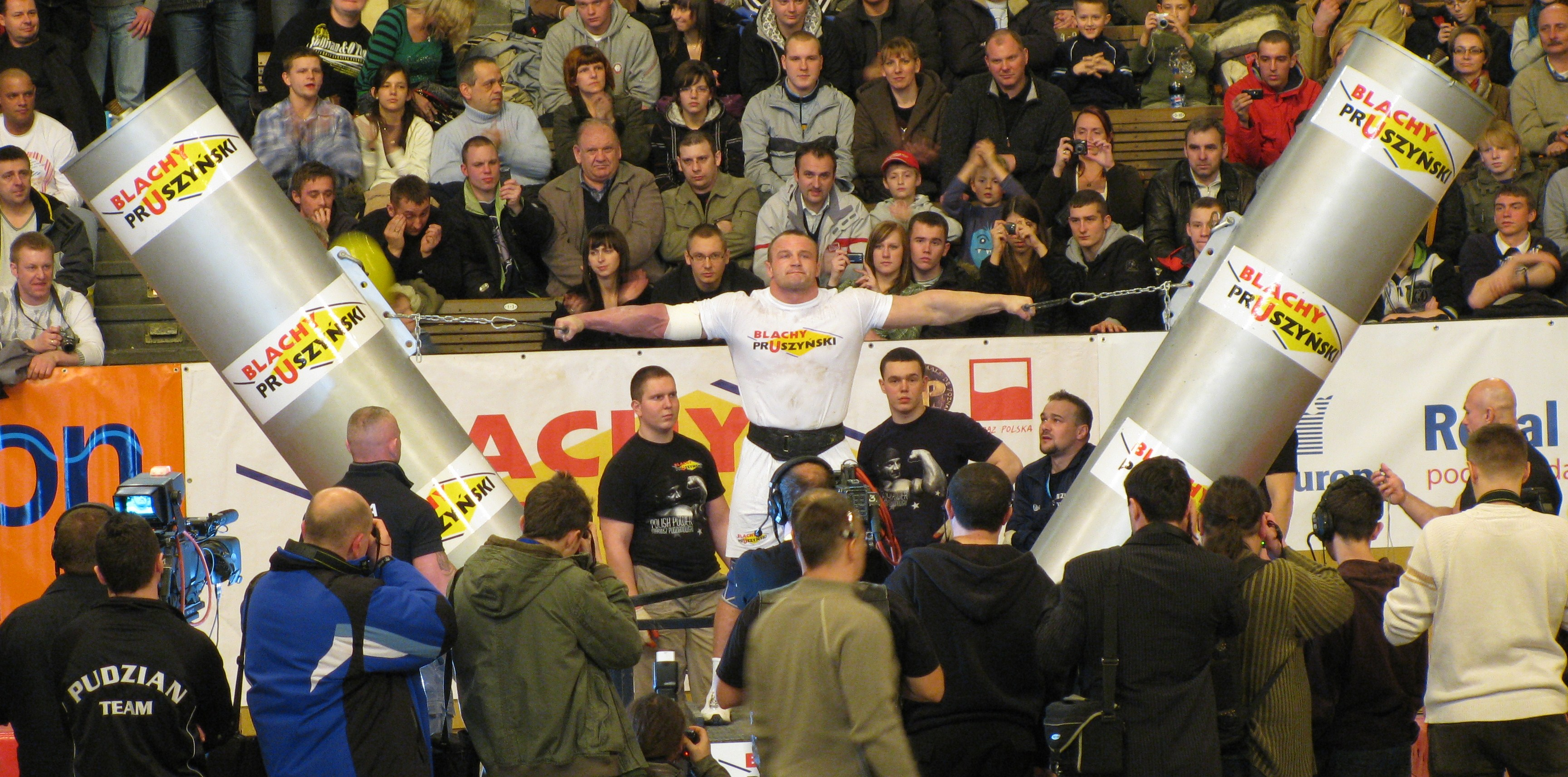
Mariusz Pudzianowski při soutěži
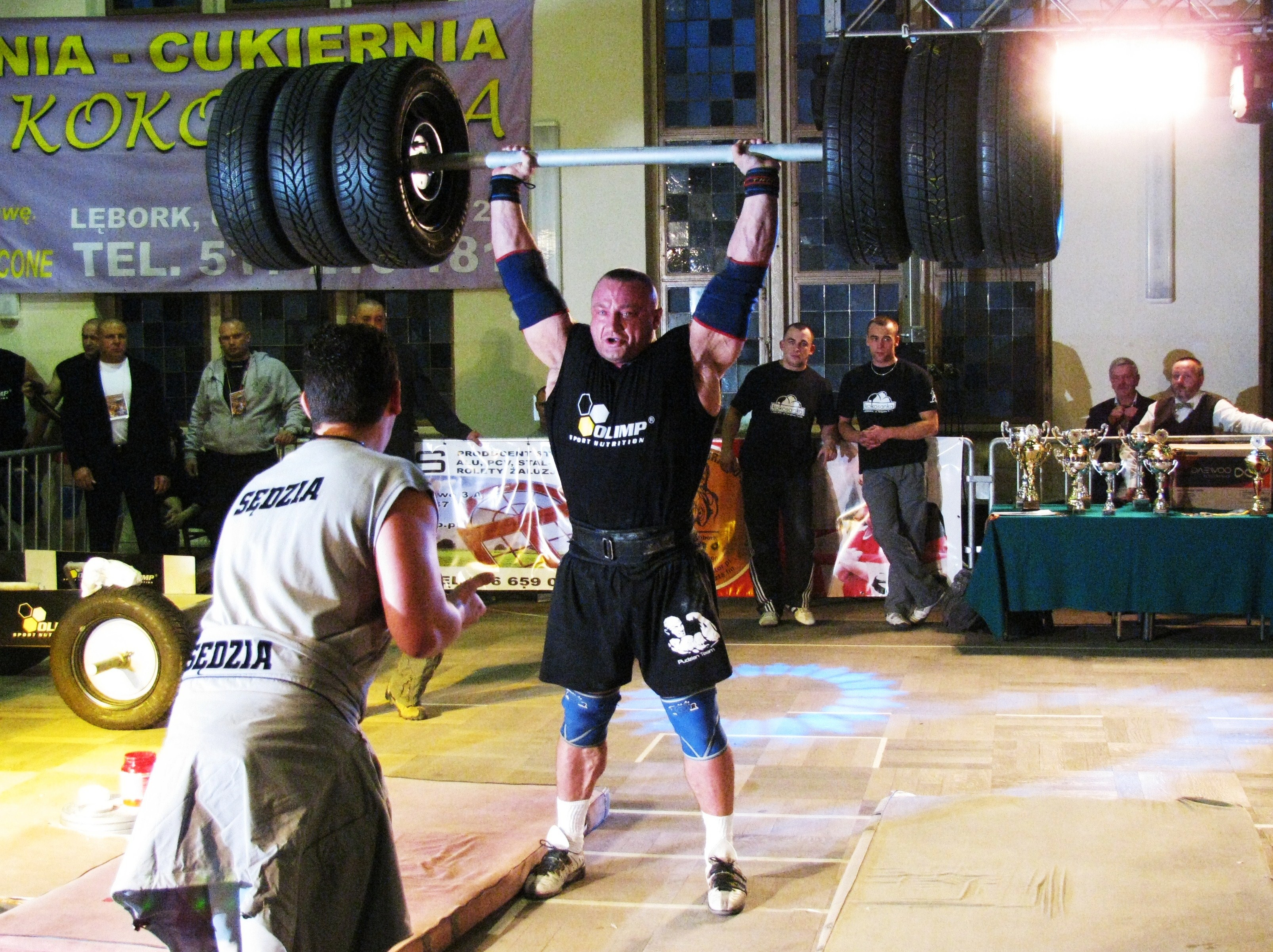
Mariusz Pudzianowski
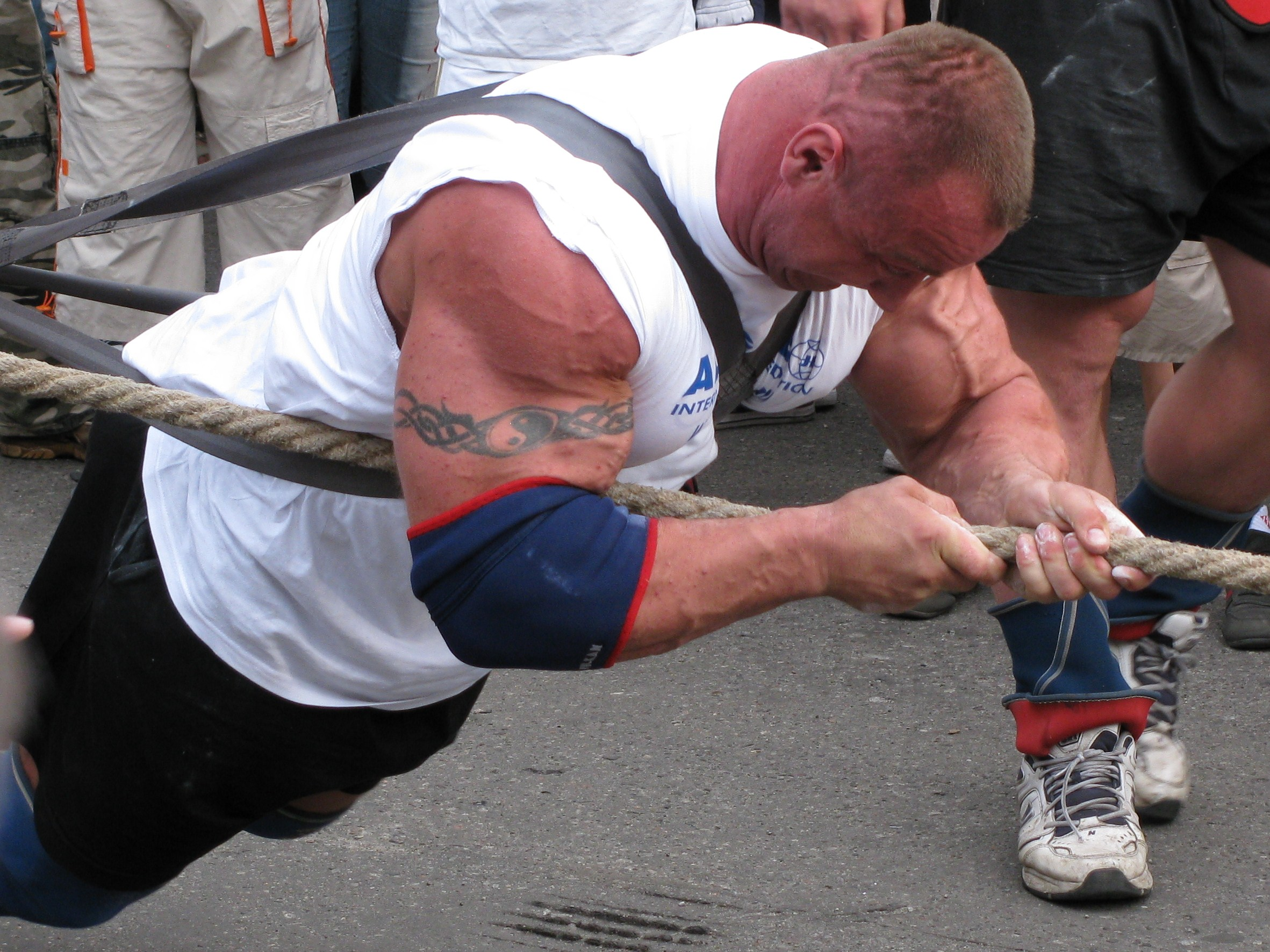
Mariusz Pudzianowski